# Länsväg 111
Länsväg 111 är en väg i Skåne län som sträcker sig mellan Helsingborg och Mölle, och passerar längs sin sträckning genom eller förbi orterna Hittarp, Domsten, Grå läge, Viken, Höganäs, Nyhamnsläge och Lerhamn. Vägen är 39 km lång och ansluter till E4 och länsväg 112.

## Sträckning
Vägen har sin början vid trafikplats Ättekulla längs E4 i södra Helsingborg och följer därefter Rusthållsgatan österut fram till att den uppgår i Österleden och vänder norrut och passerar under E4:an. Kring trafikplats Ättekulla består vägen av fyra filer, och övergår sedan till fyrfilig motortrafikled ca 7 km till trafikplats Brohult vid E4. Efter trafikplats Ättekulla finns det planskilda korsningar vid Clausgatan från väster och senare Påarpsvägen från öster. Efter Påarpsvägen kommer Fältarpsvägen där det finns en planskild trafikplats. Efter trafikplats Fältarpsvägen kommer en större trafikplats, då Vasatorpsvägen passerar över Österleden. Strax efter denna korsar vägen stadsmotorvägen Ängelholmsleden vid trafikplats Brohult, där den byter namn till Christinelundsvägen, och är fyrfilig fram till anknytningen med Bajonettgatan, varefter vägen blir tvåfilig. Vägen passerar sedan under Västkustbanan, som efterföljs av en trafikplats vid Kullavägen och längre norrut kommer trafikplats Allerum, varefter vägen kröker av mot väst.
Längsväg 111 rör sig sedan bort från Helsingborgs bebyggelse och får en mer lantlig karaktär längs en stor del av sin sträckning. Från sydväst möter Larödsvägen i en T-korsning och vägen böjer sig därefter åt nordväst och senare åter åt väster fram till Kulla Gunnarstorps slott, varefter den åter går norrut. Vid Christinelund viker vägen av mot väster fram till att den når kusten vid Domstens norra del och Grå läge. Här följer vägen kusten en bit, men vid Viken gör vägen genom förbifart Viken en större krök runt samhället. Tidigare löpte vägen genom kustsamhället. Vid Lerberget återknyter vägen med sin gamla sträckning under namnet Höganäsvägen och löper genom samhället norrut. Då Lerberget och Höganäs praktiskt taget är sammanvuxna löper vägen snart genom Höganäs, där den så småningom möter länsväg 112 och byter namn till Kullagatan genom sin fortsatta väg genom orten. I norr är Höganäs sammanvuxet med Strandbaden och Nyhamnsläge. Mellan de två senare orterna byter väg 111 namn till Krapperupsvägen. Vägen löper genom samhället och sedan vidare norrut, förbi Lerhamn och Krapperups slott, fram till Östra Kullabergs naturreservat, där den vid en T-korsning gör en skarp sväng åt väster och byter namn till Kullabergsvägen. Denna leder slutligen fram till badorten Mölle. Väg 111 går sedan över i Italienska vägen som leder upp till Kullens fyr på Kullaberg.

## Historia
Vägen fick nummer 45 när vägnummer infördes på 1940-talet. Då gick väg 111 Härryda–Skene–Svenljunga–Norra Unnaryd (nu väg 156). Vägen mellan Helsingborg och Mölle blev riksväg 22 vid reformen 1962. Numret ändrades 1985 till länsväg 111. I början av 1980-talet byggdes ny väg längre från kusten mellan E4 i norra Helsingborg och Hittarp, och senare efter 2000 en förbifart förbi Viken. Före dessa nybyggnader gick vägen även söder om Lerberget längs kusten genom samhällena. Länsvägen förlängdes söderut mellan Helsingborgs norra och södra infarter cirka 1990 då Österleden byggts.

## Utbyggnader
Under 2007 färdigställdes förbifarten förbi Viken. Samma år byggdes 2+1-väg på en fyra kilometer lång sträcka mellan Grå läge och Kulla Gunnarstorp. Under 2008 fortsatte utbyggnaden till 2+1-väg vidare söderut mellan Kulla Gunnarstorp och trafikplats Allerum.
Helsingborgs stad genomförde mellan 2008 och 2010 en ombyggnad av Österleden till motortrafikled, vilket innebar en fyrfilig mötesfri vägsträcka mellan trafikplats Ättekulla och trafikplats Brohult.
Vägsträckan mellan Höganäs och Mölle går till huvuddelen genom tättbebyggt område och en förening har bildats för att verka för byggnation av en östligare sträckning av väg 111 på denna sträcka.